# ترانسفورماتور مثلث-ستاره

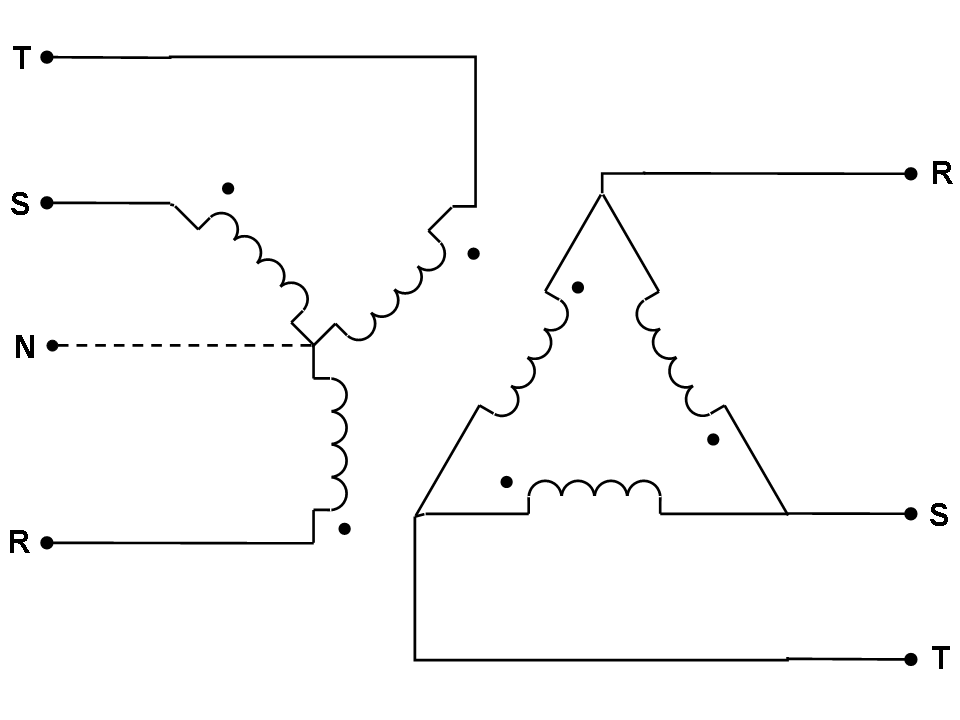
شماتیک

ترانسفورماتور  مثلث-ستاره یا ترانسفورماتور دلتا-وای (به انگلیسی: Delta-wye transformer) نوعی از ترانسفورماتور قدرت الکتریکی سه فاز است که سیم‌پیچ‌های اتصال مثلث را در سمت اولیه و سیم‌پیچ اتصال ستاره را در سمت ثانویه خود دارد. سیم خنثی (نول) را می‌توان در سمت خروجی ستاره فراهم کرد. ترانسفورماتورهای مثلث-ستاره می‌توانند از یک ترانسفورماتور سه فاز یا از سه ترانسفورماتور تک فاز مستقل ساخته‌شده باشند. واژه معادل برای این ترانسفورماتور ترانسفورماتور دلتا ستاره است.